# Road 96
Road 96 — це пригодницька гра 2021 року, розроблена та видана французькою студією DigixArt у рамках HP OMEN Presents з додатковою підтримкою від Plug In Digital у видавництві. Дія гри розгортається в середині або наприкінці 1996 року у вигаданій країні Петрія, авторитарній країні, якою керує диктатор, який переживає за потенційно кардинальні вибори. Гравець керує кількома підлітками, які намагаються втекти з країни через північний кордон Петрії через дорогу 96.
Road 96 було випущено для Nintendo Switch і Windows 16 серпня 2021 року, а для PlayStation 4, PlayStation 5, Xbox One і Xbox Series X/S 14 квітня 2022 року. Гра отримала загалом позитивні відгуки критиків після виходу.
Приквел під назвою Road 96: Mile 0 вийшов у квітні 2023 року.

## Ігровий процес
Road 96 — це пригодницька відеогра, у яку грають від першої особи. Гравець бере на себе роль кількох підлітків -автостопників, які намагаються втекти з авторитарної країни Петрія, не арештованими чи вбитими. Щоразу, коли персонажу гравця вдається або не вдається перетнути кордон, він керує новим підлітком, який намагається перетнути кордон. Кожна спроба перетину кордону, просуває загальну сюжетну лінію кампанії, кульмінацією якої стає фінал 9 вересня, у день виборів Петрії. Рішення, прийняті гравцем під час попередніх спроб, відображаються та враховуються під час кожної нової спроби.
Гравець вирушає до північного кордону Петрії, пішки, користуючись автостопом, автобусами, викликами таксі та навіть крадіжкою автомобілів. На різних процедурно-згенерованих зупинках уздовж маршруту він може досліджувати місцевість, шукати припаси та взаємодіяти з різними персонажами. Гравець відстежує лічильник енергії, який знижується під час виконання основних дій і може бути відновлений шляхом вживання їжі або відпочинку в спеціально відведених місцях. Повне виснаження енергії призведе до втрати свідомості персонажа та його затримання. Гравець має можливість купувати послуги та товари за гроші, які він знайшов, заробив, врятував або вкрав.
Під час кожної спроби переходу, гравець зустрічає сім ключових неігрових персонажів. Взаємодія з цими персонажами може приймати форму розмов і мініігор, які дають спеціальні предмети, за допомогою яких, можна отримати бонуси та можливості взаємодії, що передаються від однієї спроби переходу до іншої. Кожна взаємодія з цими ключовими персонажами відкриває більше деталей про обставину та самих персонажів, одночасно розвиваючи сюжетну лінію гри. Гравцеві дозволено робити вибір, який впливає на основну історію, щодо поточних виборів і життя персонажів, з якими він стикається.

## Розробка та випуск
Гру розробила французька студія DigixArt, невелика команда розробників із приблизно 15 співробітниками. Режисером гри став Йоан Фанісе, творець Valiant Hearts: The Great War. За словами розробника, коли працювали над сюжетом, вони надихалися роботами Квентіна Тарантіно, братів Коен і Пон Джун Хо. Надихалися різними художніми творами, від Бовдура до Порко Россо. Іспит, якому дають гравцеві, що у подальшому дозволив йому втекти працювати в офшор, базувався на реальних іспитах у Північній Кореї. У грі широко представлена процедурна генерація. За словами команди, у грі було «148 268 сюжетних перестановок».
Road 96 було анонсовано на The Game Awards 2020, та випущена для Nintendo Switch і Microsoft Windows 16 серпня 2021 року. Рекламу гри було видалено з Facebook через те, що вона була політично мотивованою. Згодом для Xbox One і Xbox Series X/S, а також для PlayStation 4 і PlayStation 5 гру випустили 14 квітня 2022 року.

## Оцінки
| Агрегатор  | Оцінка                                         |
| ---------- | ---------------------------------------------- |
| Metacritic | NS: 75/100 PC: 79/100 PS5: 79/100 XSXS: 78/100 |

| Видання               | Оцінка      |
| --------------------- | ----------- |
| Destructoid           | 7.5/10      |
| Eurogamer             | Recommended |
| GameSpot              | 6/10        |
| IGN                   | 8/10        |
| Nintendo World Report | 8/10        |
| RPGFan                | 82/100      |
| Shacknews             | 8/10        |
| VentureBeat           | 4/5         |

За даними агрегатора оглядів Metacritic, Road 96 отримав «загалом схвальні» відгуки від критиків. Еліс Белл, яка писала для Rock, Paper, Shotgun, прокоментувала, що це була «чудова подорож», але не вважала, що гра особливо гарно зобразила перетин кордону чи бездомності.
Крістіан Донлан з Eurogamer прокоментував: «Я полюбив Road 96 з самого початку і я любив її в кінці», відзначаючи її сюжет та геймплей; однак він зазначив, що лічильники завершення здалися «штучними». Марко Прочіда для Eurogamer.it прокоментував, що гра була для нішевої аудиторії, але мала дуже хороший саундтрек.
Оглядачу Трістану Огілві з IGN сподобався досвід, але він виявив кілька недоліків у графіці та інтерфейсі.
Стефано Скатті з Nerdando.com заявив, що Road 96 — це «досвід для життя», отримавши «золоту медаль» за «експеримент з наративністю» гри.
Джо Девадер з Nintendo World Report вважає, що гра в цілому приємна, хоча з певними технічними недоліками, які погіршують враження. Вілл Круз із The Escapist прокоментував, що, хоча передісторії та аспекти гри «вибери собі пригоду» були зроблені добре, він не рекомендував гру «[гравцям], яких не спонукає політична драма та мініігри, які не є складними».